# Daisuke Ando
Daisuke Ando (安東 大介 Andō Daisuke?, nacido el 18 de julio de 1991 en Shizuoka, Shizuoka) es un futbolista japonés que juega como delantero.

## Trayectoria

### Clubes
| Club                 | País     | Año         |
| -------------------- | -------- | ----------- |
| Arminia Ludwigshafen | Alemania | 2015 - 2016 |
| SC Hauenstein        | Alemania | 2016 - 2017 |
| Arminia Ludwigshafen | Alemania | 2017        |
| Wormatia Worms       | Alemania | 2017 - 2018 |
| 1. CfR Pforzheim     | Alemania | 2018        |
| Fujieda MYFC         | Japón    | 2019 -      |

## Estadística de carrera

### J. League
| Club         | Año   | J. League | J. League | Copa J. League | Copa J. League | Total | Total |
| Club         | Año   | Part.     | Goles     | Part.          | Goles          | Part. | Goles |
| ------------ | ----- | --------- | --------- | -------------- | -------------- | ----- | ----- |
| Fujieda MYFC | 2019  | 6         | 1         | -              | -              | 6     | 1     |
| Total        | Total | 6         | 1         | 0              | 0              | 6     | 1     |